# Beidha Bordj
Beidha Bordj est une commune de la wilaya de Sétif, située à 57 km au sud-est de Sétif et limitrophe de la wilaya de Batna.

## Culture et patrimoine
Beida bordj possède des monuments archéologiques de certaines civilisations telles les Romains et les Vandales .